# Аминта (сын Андромена)
Аминта (др.-греч. Ἀμύντας) — военачальник армии Александра Македонского.
Аминта происходил из знатного верхнемакедонского рода Тимфеи. С 335 по 330 годы до н. э. он руководил таксисом македонской армии Александра Македонского, с которым участвовал в осадах Фив, Тира, битвах при Гранике и Иссе, а также других военных кампаниях. В 330 году до н. э. Аминта с братьями были арестованы. Их судили по подозрению в участии в заговоре Филоты. Во время суда Аминта произнёс яркую экспрессивную речь и был оправдан. Вскоре после суда Аминта был тяжело ранен стрелой во время осады какого-то поселения и вскоре погиб.

## Происхождение. Служба в армии Александра Македонского
Аминта был старшим из четырёх сыновей представителя знатного верхнемакедонского рода Тимфеи Андромена. По материнской линии он являлся племянником знаменитого военачальника и диадоха Полиперхона. Предположительно Аминта родился чуть позднее 365 года до н. э. и воспитывался при дворе Филиппа II, где сдружился с сыном одного из главных македонских военачальников Пармениона Филотой. Впоследствии Филота способствовал карьерному росту своего друга детства.
В античных источниках Аминта впервые упомянут в качестве македонского таксиарха во время фиванской кампании Александра 335 года до н. э. Согласно предположению Г. Берве, таксис Аминты, которым он руководил вплоть до своей смерти, был набран в его родной области Тимфее. Во время битвы при Гранике 334 года до н. э. таксис Аминты находился на правом фланге. При подходе армии Александра к Сардам, к македонскому царю прибыл фрурарх города Михран. Он предложил добровольно сдать столицу сатрапии. Александр поручил Аминте занять город, который затем передал в управление одному из своих друзей Павсанию.
Предположительно, таксис Аминты был среди трёх полков, с которыми Филота противодействовал персам на ионическом побережье в Малой Азии. Согласно Арриану, Аминта участвовал в неудачном штурме Минда. Во время битвы при Иссе 333 года до н. э. Аминта, согласно Арриану, руководил своим полком на левом фланге, а Квинту Курцию Руфу — правом. Согласно Диодору Сицилийскому, Аминта был единственным из друзей Александра, кто выступил против снятия осады с Тира. Однако историк В. Хеккель посчитал данное свидетельство античного автора недоказуемым.
Вскоре после взятия Газы в конце 332 года до н. э. Александр отправил Аминту с десятью триремами в Македонию за подкреплениями. В конце 331 года до н. э. Аминта привёл к Александру 6000 македонских, 3500 фракийских и 4000 греческих пеших воинов, 600 фракийских и менее тысячи греческих всадников. Также с Аминтой к Александру пришли 50 юношей из знатных македонских родов для службы в царской охране.
По возвращении Аминта вновь возглавил свой таксис. Первой задачей Аминты, которую поставил перед своим военачальником Александр, стала постройка моста и форсирование реки Аракс. Также Аминта участвовал в походах Александра на мардов, тапуров, Сатибарзана и ариев.

## Суд и оправдание. Гибель
В 330 году до н. э. Аминта вместе с братьями был заключён под стражу по подозрению в участии в заговоре Филоты. Александр припомнил Аминте дружбу с Филотой, а также указал на письма своей матери Олимпиады, в которых она обвиняла сыновей Андромена в преступных замыслах против сына. Подозрения против Аминты усилил его младший брат Полемон, который, узнав о пытках Филоты, бежал из лагеря. Против Аминты выступил писец Антифан. Он припомнил надменный ответ на требование выделить часть своих лошадей, который можно было трактовать в качестве выпада против царя.
В своей оправдательной речи Аминта не отрицал дружбу с Филотой, из которой он извлёк большую пользу. Аминта подчёркивал, что Филота был приближённым Александра и он не мог знать, что тот является заговорщиком. Аминта указывал, что поклялся иметь общих друзей и врагов с Александром. Относительно письма Олимпиады, Аминта припомнил личный приказ Александра взять в армию тех юношей, которые скрываются в доме его матери. Естественно, выполнение приказа царя сделало его врагом царицы. Энергичная речь Аминты произвела впечатление на македонян и все обвинения с Аминты были сняты. Следует учитывать, что казнь Аминты была невыгодна и для самого Александра. Во-первых, тимфейский полк, которым руководил Аминта, мог взбунтоваться. Во-вторых, брат Аминты Аттал был другом детства и доверенным лицом самого Александра. Возможно, таким образом, путём трогательной сцены примирения с Аминтой, царь добивался популярности среди своих воинов. А. А. Клейменов поставил под сомнение достоверность речи Аминты. Историк отметил её сходство с описанным у Тацита выступлением Марка Теренция во времена римского императора I века Тиберия, а также построение согласно принципам высокой римской риторики.
После оправдания войсковым собранием Аминта, согласно Арриану, попросил разрешения отправиться за братом и привести его в лагерь. После того как Полемон вернулся в войско, все подозрения с Аминты и братьев были окончательно сняты. Согласно Квинту Курцию Руфу, Полемона схватили и привели на суд. Юноша стал плакать сетуя, что его трусость поставила братьев под удар. На это Аминта сказал: «Безумный, тебе следовало плакать тогда, когда ты вонзал шпоры в своего коня, покинув братьев и присоединившись к дезертирам. Несчастный куда и для чего ты бежал?» Полемон признал свою вину перед братьями. После этого войсковое собрание и Александр сняли со всех братьев все обвинения. Более того Александр попросил Аминту простить брата.
По свидетельству Арриана, вскоре Аминта «осаждая какое-то селение … был ранен стрелой и скончался от раны, так что оправдание не принесло ему ничего, кроме доброго имени». Руководство таксисом Аминты перешло к его брату Атталу.